# Sollefteå
Sollefteå est une ville de Suède, chef-lieu de la commune de Sollefteå dans le comté de Västernorrland. La ville avait une population de 8 530 personnes en 2005.

## Histoire
Les premiers écrits faisant référence à une ville datent de 1270. À cette époque, le village était appelé De Solatum. Ce nom peut être interprété par la décomposition de Sol (Soleil) et At (propriété), en tant que région de la lumière du soleil.

## Population
| 1960  | 1965  | 1970  | 1975  | 1980  |
| ----- | ----- | ----- | ----- | ----- |
| 7 615 | 7 789 | 8 414 | 8 923 | 9 409 |

| 1990  | 1995  | 2000  | 2005  | 2010  |
| ----- | ----- | ----- | ----- | ----- |
| 9 379 | 9 283 | 8 712 | 8 530 | 8 562 |

| 2020  | 2023  | - | - | - |
| ----- | ----- | - | - | - |
| 8 527 | 8 270 | - | - | - |

## Sport
La ville possède un club de football, le Sollefteå GIF, et un tremplin de saut à ski, le Hallstabacken où se disputent notamment des concours nationaux.

## Personnalités liées à la commune
- Helena Jonsson, biathlète;
- Emma Johansson, 1983-, coureuse cycliste;
- Mona Sahlin, 1957-, femme politique Sociale Démocrate et Membre du Parlement;
- Ingrid Thulin, 1926-2004, actrice;
- Marie-Helene Östlund, 1966-, fondeuse;
- Per Svartvadet, 1975-, joueur de hockey sur glace;
- Robin Bryntesson, 1985–, fondeur;

## Jumelage
La ville de Sollefteå est jumelée avec :
| Ville | Ville             | Pays | Pays       |
| ----- | ----------------- | ---- | ---------- |
|       | Bangkok           |      | Thaïlande  |
|       | Esashi            |      | Japon      |
|       | Madison           |      | États-Unis |
|       | Nykarleby         |      | Finlande   |
|       | Põltsamaa         |      | Estonie    |
|       | Rudniki           |      | Pologne    |
|       | Slovenske Konjice |      | Slovénie   |
|       | Steinkjer         |      | Norvège    |

## Galerie

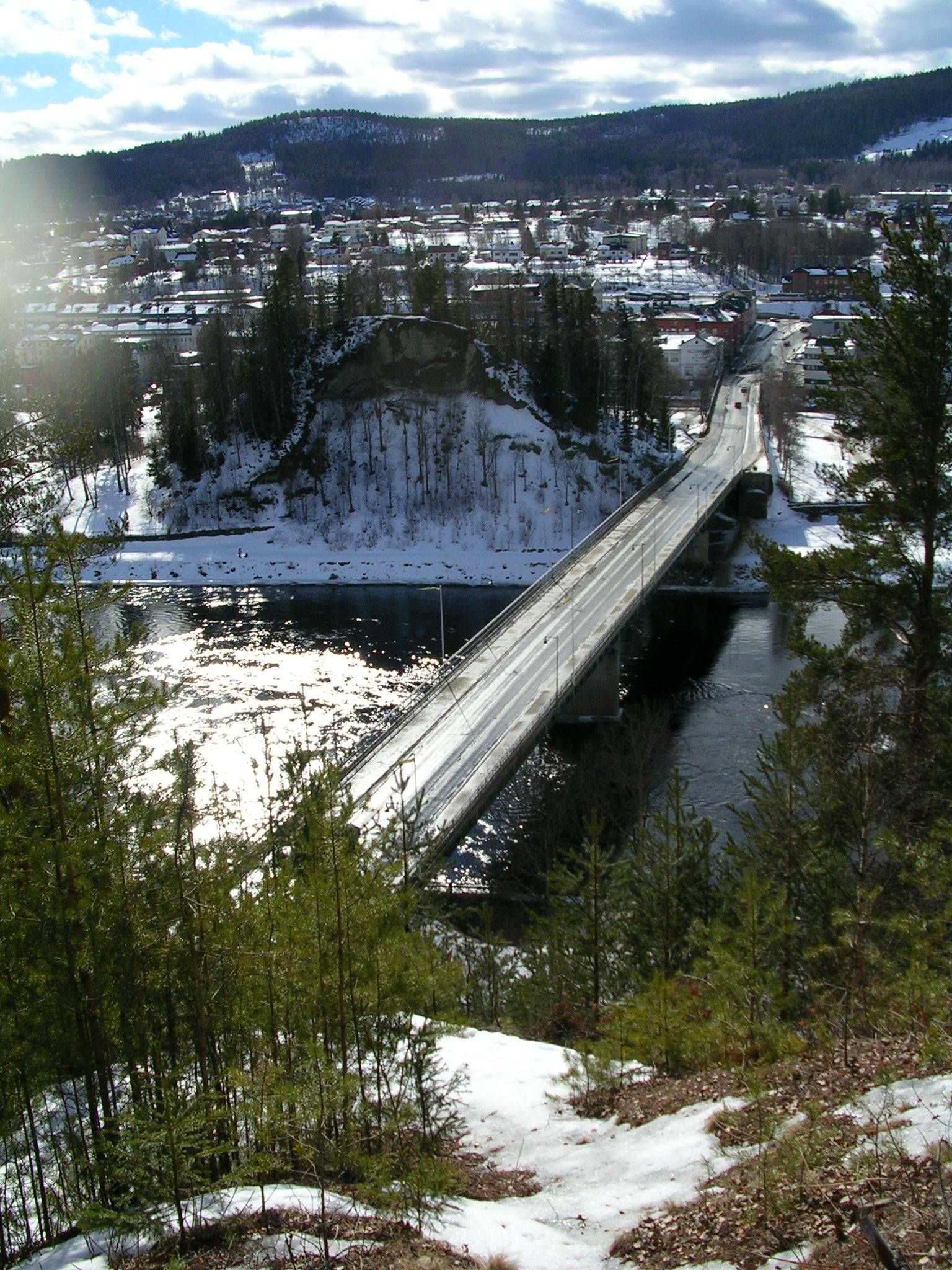
L'entrée nord de Sollefteå, traversant l'Ångermanälven
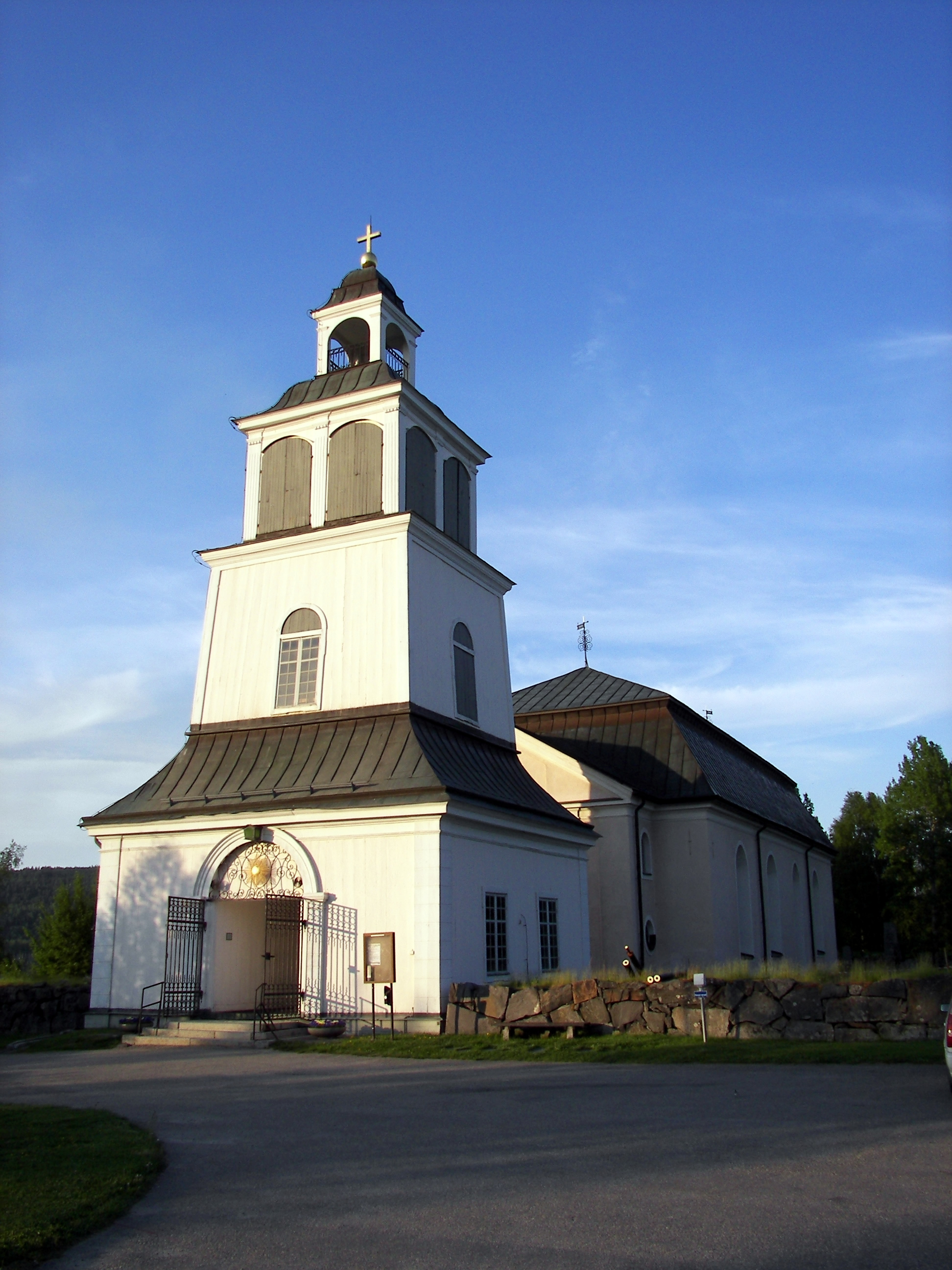
L'église